# Poa erinacea
Poa erinacea là một loài thực vật có hoa trong họ Hòa thảo. Loài này được Speg. miêu tả khoa học đầu tiên năm 1902.